# Barranyi National Park
Barranyi National Park är en nationalpark i Australien.   Den ligger i delstaten Northern Territory, i den norra delen av landet, 2 500 kilometer nordväst om huvudstaden Canberra. Barranyi National Park ligger 14 meter över havet. Den ligger på ön North Island.